# 熊谷久虎
熊谷 久虎（くまがい ひさとら、1904年3月8日 - 1986年5月22日）は、日本の映画監督。代表作に『蒼氓』 『阿部一族』『上海陸戦隊』などがある。女優の原節子は義妹（妻の妹）である。

## 来歴・人物
大分県中津市に生まれる。大分高等商業学校卒業。1925年に日活入社。大将軍撮影所で田坂具隆の助監督につく。1930年に『恋愛競技場』で監督デビューする。1935年に多摩川撮影所へ移る。1938年に東宝映画へ移籍する。1941年の『指導物語』以降、映画界から離れ、国粋主義思想団体「スメラ学塾」を作り、教祖に近い存在で、学塾内に劇団太陽座を結成する。敗戦前に、九州独立運動を起こし、のち火野葦平の『革命前後』に描かれた。1949年芸研プロを創立してプロデューサーとして活動する。1953年に『白魚』で12年ぶりに監督を務めた。墓所は鎌倉市浄妙寺。

## フィルモグラフィー
特記なき作品は監督のみ。
- 玉を磨く（1931年）
- 喜卦谷君に訊け（1932年）
- さらば東京（1932年）
- 三家庭（1934年） - 監督・脚本
- 情熱の詩人啄木 ふるさと篇（1936年）
- 蒼氓（1937年）
- 阿部一族（1938年） - 監督・脚本
- 上海陸戦隊（1939年）
- 指導物語（1941年）
- 東京の恋人（1952年） - 製作
- 白魚（1953年） - 監督・脚本・製作
- 美しき母（1955年）

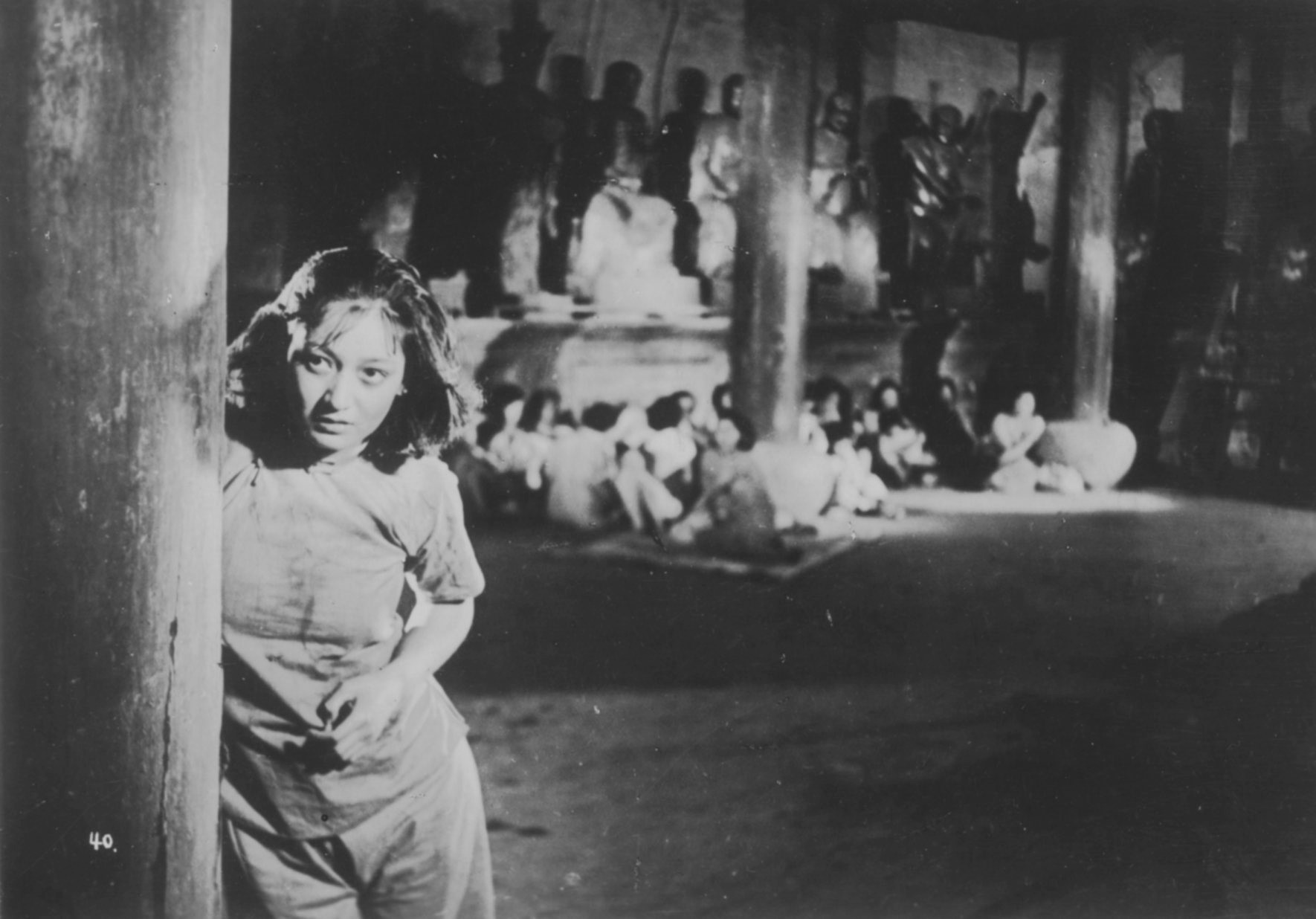
『上海陸戦隊』（1939年）

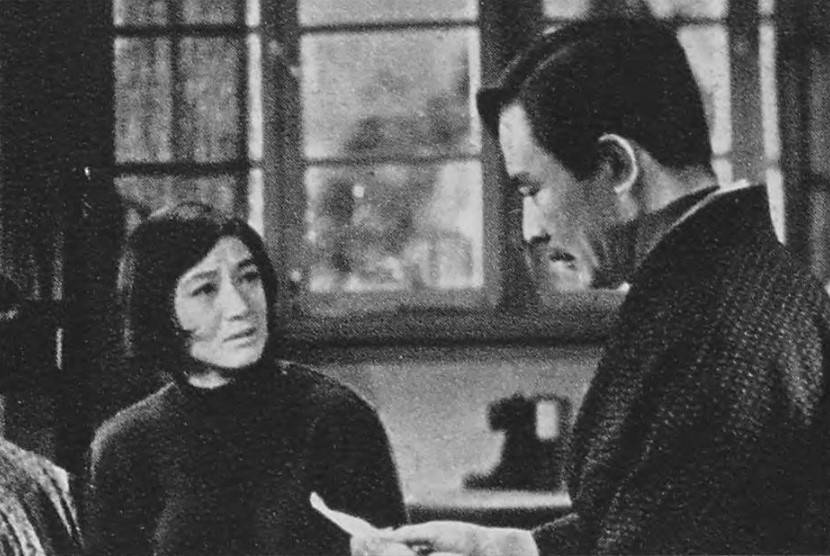
『智恵子抄』（1957年）

- かくて自由の鐘はなる（1954年） - 監督・脚本・製作
- 柿の木のある家（1955年） - 製作
- ノンちゃん雲に乗る（1955年） - 製作
- 智恵子抄（1957年）
- 密告者は誰か（1958年） - 監督・脚本